# Gojeiești, Alba
Gojeiești este un sat în comuna Avram Iancu din județul Alba, Transilvania, România.